# Antonyina Nyikolajevna Okorokova
Antonyina Nyikolajevna Okorokova, oroszul: Антонина Николаевна Окорокова (Szerpuhov, 1941. március 27. –) olimpiai ezüstérmes szovjet-orosz atléta, magasugró.

## Pályafutása
Az 1968-as mexikóvárosi olimpián ezüstérmes lett a csehszlovák Miloslava Rezková mögött. Az 1968-as és az 1969-es fedett pályás Európa-bajnokságon bronzérmet szerzett.

## Sikerei, díjai
- Olimpiai játékok
  - ezüstérmes: 1968, Mexikóváros
- Európa-bajnokság
  - bronzérmes (2): 1968, Madrid, 1969, Belgrád